# Hypnotisøren
|  | For filmatiseringen af romanen, se Hypnotisøren (film) |
Hypnotisøren er en svensk politiroman fra 2009 af Lars Kepler. Titlen henviser til lægen Erik Maria Bark, som tidligere har eksperimenteret med hypnose af psykisk syge patienter, men indstillet denne virksomhed efter et mislykket behandlingsforløb. 10 år efter at han lovede at opgive hypnosen som behandlingsmiddel indblandes han i et december – drama med bl.a. mord og kidnapninger. Det er dog ikke blot de psykisk syge, der lider af psykiske traumer, idet en række andre figurer i bogen har også sine mørke sider.
"Hypnotisøren er blot den første bog i en længere serie på i alt otte romaner, der alle kommer til at behandle forskellige menneskers traumatiske oplevelser".
Sagen efterforskes af et team under ledelse af den finsk-svenske Joona Linna fra Rikskrim, men denne og hans medarbejdere er ikke særligt fremtrædende; det er hypnotisøren og de personer, han har påvirket, som er i fokus i denne roman. Linna overtaler ham til at benytte hypnose i en sag, hvor en familie er blevet udsat for en massakre og det får afgørende konsekvenser for hypnotisøren. 

## Anmeldelser
Romanen fik generelt fine anmeldelser og betegnes bl.a. som en af de mest lovende debutromaner i genren i de senere år.
"Romanen er eminent godt skrevet, spændende næsten fra ende til anden. Den er visse steder lidt lang i spyttet, da der er nogle forklarende fakta undervejs, som godt kunne undværes."

## Dansk udgave
Den danske udgave, oversat af Jesper Klint Kistor, er udkommet på Gyldendal i 2010.